# Morskie przejście graniczne Łeba
Morskie przejście graniczne Łeba znajduje się w Łebie i może się na nim odbywać ruch osobowy morskimi statkami sportowymi i towarowy statkami rybackimi o polskiej przynależności, wykonującymi rybołówstwo morskie. Przejście obsługuje przede wszystkim ruch graniczny portu morskiego Łeba.
Obsługiwane jest przez Morski Oddział Straży Granicznej – placówkę w Łebie. 
W 2008 roku dokonano tu 1,7 tys. przekroczeń granicy. 
W 2006 roku dokonano 1595 kontroli jednostek rybackich (statki rybackie, kutry i łodzie) oraz 740 kontroli jachtów i łodzi sportowych.
Przejście zostało formalnie ustanowione w 1961 roku.